# 章江門
章江門，南昌明代七大城門之一，又名古昌門。其遺址位於位於今南昌章江路西端和榕門路的交匯處。
封建時期的藩台官署緊靠城門，滕王閣和豫章十景之一的「章江曉渡」就坐落於城門外的贛江之濱。滕王閣前建有「接官亭」，在交通不發達的時代，來往的顯貴、富豪都於此登船上岸，因此有“接官接府章江門”和“吹吹打打章江門”的民諺。
Template:七門九洲十八坡